# Vernon Carey
Vernon A. Carey (Miami, 31 luglio 1981) è un ex giocatore di football americano statunitense che ha giocato nel ruolo di offensive lineman nella National Football League. Fu scelto come diciannovesimo assoluto nel Draft NFL 2004 dai Miami Dolphins. Al college ha giocato a football all'Università di Miami.

## Carriera professionistica

### Miami Dolphins
Carey fu scelto nel primo giro del Draft 2004 dai Miami Dolphins, il terzo offensive lineman selezionato nel draft. Dopo avere giocato nel ruolo di offensive tackle sinistro nelle sue prime quattro stagioni, nel 2008, con l'arrivo di Jake Long, fu spostato nel lato destro, ruolo che conservò fino al ritiro, annunciato dopo la stagione 2011.

## Statistiche
| Partite totali      | 121 |
| Partite da titolare | 107 |
| Fumble recuperati   | 8   |